# 닐 에더리지
닐 레너드 둘라 에더리지(Neil Leonard Dula Etheridge, 1990년 2월 7일 ~ )는 태국 리그 1의 부리람 유나이티드에서 골키퍼로 활약하고 있는 잉글랜드 출생 필리핀의 축구 선수로 유스 시절부터 잉글랜드 리그에서 가장 오랫동안 활약했으며 필리핀 축구 대표팀의 주장을 맡고 있다.

## 선수 경력

### 클럽
1990년 2월 7일 잉글랜드 런던 엔필드 출생으로 2008년 풀럼 FC 입단을 통해 프로에 입문한 후 레더헤드 FC, 찰턴 애슬레틱, 브리스틀 로버스, 크루 알렉산드라에서 임대 선수로 활동했으며 2014년 올덤 애슬레틱으로 이적한 뒤 찰턴에서 다시 임대 선수로 활동했다. 
이후 2015년 찰턴을 거쳐 월솔 FC에서 2017년까지 공식전 93경기를 소화하며 2015-16 시즌 EFL 챔피언십 플레이오프 4강 진출에 기여했고 2017년 카디프 시티로 이적하여 3년간 팀의 주전 골키퍼로 공식전 102경기를 소화하며 2017-18 EFL 챔피언십 준우승의 주역이 되었으며 2020년 9월 같은 EFL 소속팀인 버밍엄 시티로 이적했다.
그 후 2023-24 시즌까지 공식전 79경기를 소화했지만 2021-22 시즌 이후에는 출전 횟수가 급격하게 감소했고 결국 2023-24 시즌 EFL 챔피언십에서 24팀 중 22위로 차기 시즌 EFL 리그 원으로 강등되면서 2023-24 시즌을 끝으로 버밍엄 시티와의 계약을 해지했다.
2023-24 시즌을 끝으로 버밍엄 시티와 결별한 뒤 태국 리그 1의 명문팀이자 최다 우승팀인 부리람 유나이티드와 입단 계약을 체결하며 프로 데뷔 이후 처음으로 아시아 리그 무대를 밟게 되었다.

### 국가대표팀
2005년 잉글랜드 U-16 대표팀으로 발탁되었으나 단 1경기 출장에 그쳤고 이후 2008년 모친의 조국인 필리핀으로 귀화하여 브루나이와의 2008년 AFC 챌린지컵 예선 B조 1차전에서 필리핀 A대표팀 소속으로 국제 A매치 데뷔전을 치른 뒤 현재까지 필리핀 대표팀의 주전 수문장으로 활약하며 2번의 아세안 챔피언십 4강 진출(2010, 2018), 2012년 AFC 챌린지컵 3위, 2014년 AFC 챌린지컵 준우승 등을 이끌었다.
그리고 2026년 FIFA 월드컵 아시아 지역 2차 예선에도 출전했지만 같은 동남아시아팀인 인도네시아와 베트남, 중동의 강호 이라크를 상대로 단 1승도 거두지 못한 채 1무 5패·F조 꼴찌라는 처참한 성적을 거두며 3회 연속 아시안컵 최종 예선으로 밀려났다.

## 대회 성적

### 클럽
월솔 FC
- EFL 챔피언십 플레이오프 : 4강 (2015-16)

 카디프 시티
- EFL 챔피언십 : 준우승 (2017-18)

### 국가대표팀
필리핀
- AFC 챌린지컵 : 준우승 (2014), 3위 (2012)
- 아세안 챔피언십 : 4강 (2010, 2018)